# Инсаурральде, Мануэль
Карлос Мануэль Инсаурральде (исп. Carlos Manuel Insaurralde; родился 31 января 1999 года, Формоса) — аргентинский футболист, полузащитник клуба «Сан-Лоренсо».

## Клубная карьера
Инсаурральде — воспитанник клубов «Интернасьональ де Обреро», «Бока Унидос» и «Сан-Лоренсо». 23 октября 2018 года в матче против «Сан-Мартина» из Сан-Хуана Инсаурральде дебютировал в аргентинской Примере. В начале 2020 года Инсаурральде был арендован эквадорским «Универсидад Католика». 16 февраля в матче против «Макары» он дебютировал в эквадорской Примере. Летом 2021 году Инсаурральде на правах аренды перешёл в «Химнасию Ла-Плата». 17 июля в матче против «Платенсе» он дебютировал за новый клуб.

## Международная карьера
В 2019 году в составе молодёжной сборной Аргентины Инсаурральде стал серебряным призёром молодёжного чемпионата Южной Америки в Чили. На турнире он сыграл в матчах против Парагвая, Перу, Эквадора и Уругвая.